# ニュータイプ研究所
ニュータイプ研究所（ニュータイプけんきゅうじょ）は、アニメ『機動戦士ガンダム』をはじめとする「ガンダムシリーズ」のうち、宇宙世紀及びアフターウォーを舞台とする作品に登場する、架空の研究所。ニュータイプを研究する軍事機関である。通称「ニタ研」。

## 宇宙世紀におけるニュータイプ研究所

### ジオン公国軍のニュータイプ研究所

#### フラナガン機関
フラナガン機関は、アニメ『機動戦士ガンダム』に登場する、ジオン公国のニュータイプの研究機関である。
一年戦争開戦後、一部のパイロットが高速な荷電粒子（メガ粒子砲）を高確率で避けるという事象を解明するため、宇宙世紀0079年6月、サイド6・パルダコロニー（一説にリノコロニー）においてキシリア・ザビによって創設された。
当時存在が疑問視されていたニュータイプに一定の理解を持ち、その軍事利用を考えていたキシリアの統括の下、フラナガン博士らが研究を行った。
また、本研究所に所属していたクルスト・モーゼス博士は、ニュータイプの存在に恐怖を抱き、EXAMシステムを開発したが、後に地球連邦に亡命した。
戦争末期にはサイコミュシステムを開発し、ニュータイプ専用モビルアーマーのブラウ・ブロやエルメスの開発を行った。
ジオン・ズム・ダイクンはニュータイプがスペースノイドから自然発生すると説いており、TV版と劇場版三部作の『機動戦士ガンダム』の劇中ではジオン側はララァ・スン、シャリア・ブル、シャア・アズナブルと自然発生（自然覚醒）したニュータイプしか登場せず、彼らのみが研究対象として描かれている。だが、同時期を描いた『機動戦士ガンダム 第08MS小隊 ラストリゾート』ではDrフラナガンの下、少年少女を使った人体実験が行われ、『機動戦士Ζガンダム』に登場する強化人間（強化ニュータイプ）の研究も行われていたものとして描かれている。
終戦後、地球連邦軍やネオ・ジオンはフラナガン機関の研究内容を引き継いで、ニュータイプの研究や強化人間としての改造、専用のモビルスーツやモビルアーマーの開発を行った。
主な研究員
- フラナガン
- クルスト・モーゼス
- ローレン・ナカモト

主な研究・開発機体
- MS-08TX[EXAM] イフリート改
- MAN-03 (MAN-X3) ブラウ・ブロ
- MAN-08 (MA-05H, MAN-X8) エルメス
- MSN-02 (MS-X16, MSN-X2) ジオング

主な被験者
- ララァ・スン
- シャリア・ブル（THE ORIGIN版では被験者。TV版では調査対象。）
- ハマーン・カーン
- マリオン・ウェルチ
- クスコ・アル（小説版）
- アルマ・シュティルナー
- ペッシェ・モンターニュ

### 地球連邦軍のニュータイプ研究所
地球連邦軍のニュータイプ研究所は、主に一年戦争後に設置された。終戦直後はホワイトベースクルーのアムロ・レイらを研究対象とするが、ニュータイプを危険な存在とみなしていた上層部の思惑もあって目立った活動はしていない。
グリプス戦役では、ティターンズによって掌握され戦果を挙げることのみに専念させられた。なお、下記の研究所の他にジャブローにも研究機関が存在したとの初期設定があるが、詳細は不明である。

#### 開発兵器と型式番号
グリプス戦役時代にニタ研で開発された兵器は「開発拠点を意味するアルファベット」とRXを組み合わせた型式番号が与えられている。例としてサイコガンダムの型番「MRX」において、Mはムラサメ研究所の開発を意味している。しかし、「ORX」と「NRX」に対応する拠点については資料によって記述が違っており、統一の見解が得られていない（場合によっては同一資料中でもページごとに記述が変遷している）。
「ORX」はオークランドとしている場合とオーガスタとしている場合のそれぞれがあり、大抵の資料はどちらか片方の設定を採用しているが、辻褄を合わせる形で両方を併記したり、共同開発としている設定も見られるようになっている。
アッシマーとバウンド・ドックの型番「NRX」は「ニュータイプ研究所」を意味し、どの研究所に対応するものか不確定、もしくは特定の研究所を意味するものではない。このうちバウンド・ドックには、オーガスタが調整・開発したという設定がある。しかし、アッシマーとバウンド・ドックを共にオークランド研究所の開発と断定している場合もあり、この場合はそのままNがオークランドを意味しているといえる。また、「ニュータイプ研究所本部」としている場合もある（オークランドが「本部」であるという資料はない）。さらにはオーガスタが主導で、「本部」等との共同開発と取れる資料もある。なお、ニューギニア基地が開発したモビルフォートレスNRX-033マタ・ビリにはニタ研と結び付ける設定は存在しない。

#### EXAM研究所
ゲーム『機動戦士ガンダム外伝 THE BLUE DESTINY』に登場する、地球連邦軍のニュータイプ研究所の一つ。北アメリカに存在するが正確な位置は不明である。小説版でハミルトンの連邦軍基地と呼ばれており、実質的には研究施設であるという説明がされている。
一年戦争中、クルスト・モーゼス博士によりEXAMシステムとブルーディスティニーシリーズの開発が行われたが、クルスト・モーゼス博士の死去により研究は頓挫し、その後どうなったかは不明。
研究員
- クルスト・モーゼス
- ローレン・ナカモト（小説版のみ）

研究・開発機体
- RGM-79BD-0 ブルーディスティニー0号機
- RX-79BD-1 ブルーディスティニー1号機
- RX-79BD-2 ブルーディスティニー2号機
- RX-79BD-3 ブルーディスティニー3号機

#### オーガスタ研究所
アニメ『機動戦士Ζガンダム』に登場する、地球連邦軍のニュータイプ研究所の一つ。地球連邦軍オーガスタ基地に併設され、地球連邦軍のニュータイプ研究所としては最も古い部類に入る。オークランド研究所やムラサメ研究所と関係が深く、またアナハイム・エレクトロニクスとも接点を持っている。北米ジョージア州オーガスタのクラークヒル湖畔に立地する。
一年戦争中、北米地域はジオン公国軍の占領下にあったが、オーガスタ周辺は支配が及んでいなかったらしく、宇宙世紀0079年8月頃からニュータイプ専用機などの研究・開発を行い、アムロ・レイ専用として開発されたガンダムNT-1や、大出力ビーム兵器運用実験機ガンダム4号機（G-04）、空間戦闘用高機動実験機ガンダム5号機（G-05）などを開発している。また、MSパイロット用ノーマルスーツの研究・開発も行っており、オーガスタ基地所属のテストパイロットの大半は同研究所のパイロットスーツを着用している。なお、この研究所はグレイヴの息のかかった者が多く在籍しており、MS開発計画「ペイルライダー計画」の中心拠点でもあり、EXAMシステムを基にしたHADES、それを搭載したMSペイルライダーが開発された。
一年戦争後、オーガスタ基地ではガンダムNT-1などを開発した経験を生かして、その設計を流用・発展させた量産型MSジム・カスタムやジム・クゥエルなどの“オーガスタ系MS”と呼ばれるMSを開発する一方、研究所ではニュータイプ用兵器の開発や、ニュータイプ・強化人間の研究を行っていた。
漫画『機動戦士ガンダム エコール・デュ・シエル』では、宇宙世紀0085年には隣接するモビルスーツパイロット養成学校において、訓練の名目でニュータイプの選別がおこなわれている。ニュータイプと選別されなくても、成績が優秀なものに関しては強化人間の候補としてリストアップしていた模様である。
スマートフォンゲームアプリ『機動戦士ガンダム U.C. ENGAGE』のイベント「0087 ペッシェ・モンターニュ ～水の星にくちづけをII～」では、エゥーゴによる侵攻を受け陥落寸前となるが、ティターンズの増援により防衛される。
ここで開発されたガンダムMk-Vは、ローレン・ナカモト博士の手引きでアクシズへ譲渡され、ドーベン・ウルフなどが開発されている。
『ガンダム・センチネル』掲載のガンダムMk-Vの設定によると、ティターンズの衰退とともに、オーガスタ研もエゥーゴ寄りとなった連邦軍に接収されているが（具体的時期は未記載）、他の資料でこうした動きは明確にされていない。Sガンダムのインコムもこの研究所の技術に由来しているというが、流出時期と経緯は不明。ゲーム『SDガンダム Gジェネレーション』オリジナルMAであるギャプラン改の設定では、ダカール演説以降にエゥーゴやカラバに近づく動きがあったとしている。
小説『機動戦士ガンダムUC』の舞台である宇宙世紀0096年においては、オーガスタ研究所は閉鎖されたことになっている。しかし、それは表向きのことで、実際にはアナハイム・エレクトロニクス社より運営資金の援助を受け活動を継続。同社の地球上での研究機関として、ユニコーンガンダム2号機が持ち込まれ、大気圏内での運用、調整が行われた。ほかには、中破した量産型キュベレイが持ち込まれていることがOVA版のエピソード4で判明している。
映画『機動戦士ガンダムNT』では、主要登場人物であるヨナ・バシュタ、リタ・ベルナル、ミシェル・ルオの3人が、かつてオーガスタ研究所の被験者であったと設定されており、映画やそのノベライズ版では被験者としての生活にも触れられている。なお、同作の原案となった中編小説「不死鳥狩り」では、リタがニュータイプ研究所の被験者であったという設定があるものの、オーガスタ研究所の名前は登場しない。
研究員
- ローレン・ナカモト
- ナナイ・ミゲル
- エスコラ・ゲッダ（宇宙世紀0087年時の施設長）
- ベントナ（宇宙世紀0096年時の所長）
- マルガ

研究・開発機体
異説あり。#開発兵器と型式番号参照。
- RX-78NT-1 ガンダムNT-1（アレックス）
- RX-78-4 ガンダム4号機
  - RX-78-5 ガンダム5号機

- RX-80
  - RX-80PR ペイルライダー
  - RX-80WR ホワイトライダー
  - RX-80RR レッドライダー
  - RX-80BR ブラックライダー

- RX-80EXAM-2 ブルーディスティニー2号機（ザ・ブルー版）
  - RX-80EXAM-3 ブルーディスティニー3号機（ザ・ブルー版）

- RGM-79N ジム・カスタム
  - RGM-79Q ジム・クゥエル

- NRX-044 アッシマー
- ORX-005 ギャプラン
  - ORX-005 ギャプラン・トレーナー

- ORX-00Z エンゲージゼロ・サイコミュ試験型 / インコム搭載型
- ORX-139 ハンブラビ
- NRX-055 バウンド・ドック
- MRX-010 サイコガンダムMk-II
- ORX-012 (MSF-008) ガンダムMk-IV
- ORX-013 ガンダムMk-V
- RX-0 ユニコーンガンダム2号機 バンシィ

被験者
- クロエ・クローチェ
- ロザミア・バダム
- ゲーツ・キャパ
- マリーダ・クルス（プルトゥエルブ）
- クァンタン・フェルモ
- ヨナ・バシュタ
- リタ・ベルナル
- ミシェル・ルオ
- ペッシェ・モンターニュ（インコム開発用のデータを提供)

備考
初期設定ではクラークヒル研究所と呼ばれており、ギャプランの型式番号も当初それにちなんだCRX-005だった。
実際の北米にオーガスタという地名はいくつかあるが、ジョージア州のオーガスタの上流北側には、サウスカロライナ州との境界に位置するクラークスヒル湖(en)がある（実際のオーガスタは湖そのものに面しているというわけではない）。小説版『機動戦士Ζガンダム』ではサウスカロライナ州のクラークヒル湖の北側にあるとしており、クラークスヒル湖を挟んで実在のオーガスタの反対側に位置している。
その後、1997年の書籍『データコレクション　機動戦士Ζガンダム 上巻』にクラークヒル湖畔にあるという解説がされたことで設定が表面化し、『ガンダムUC』でジョージア州のオーガスタと明記されるに至った。
ただし、2014年のPS3用ゲームソフト『機動戦士ガンダム サイドストーリーズ』では、ペイルライダー開発のオーガスタ研究所は、メン州の同名の町オーガスタの位置が表示されている。

#### オークランド研究所
アニメ『機動戦士Ζガンダム』に登場する、地球連邦軍のニュータイプ研究所の一つ。地球連邦軍オークランド基地内に設置された。北アメリカの都市オークランドに位置する。オーガスタ研究所と関係が深い。キャリフォルニアベース（カリフォルニア基地）とは立地が近い。
『機動戦士Ζガンダム』第13話では、オークランドのニタ研がティターンズに回ったとの情報がカラバに流れており、それ以前はティターンズに属していなかったことになる。
この研究所はオーガスタとの混同もあり、従来設定は乏しかったが、『ADVANCE OF Ζ 刻に抗いし者』でオークランド所属の研究員や開発兵器が登場し、多くの設定が追加された。研究所自体はティターンズに協力しているが一枚岩ではなく、裏でエゥーゴに協力しているスタッフがいることも明かされている。
研究・開発機体
異説あり。#開発兵器と型式番号参照。
- NRX-044 アッシマー
- ORX-005 (ORX-05) ギャプラン
- NRX-055 バウンド・ドック
- ORX-013 ガンダムMk-V（一部資料）
- RX-106E ハイザック［ヴァナルガンド］
- ORX-007 ハティ
- ORX-008 ガンダム［グリンブルスティ］
- ORX-009 ガンダム［スコル］

#### キリマンジャロ研究所
『機動戦士Ζガンダム』作中、ティターンズのキリマンジャロ基地でフォウ・ムラサメが調整を受けていることから研究所の存在が仮定され、実際に一部資料に研究所として掲載されている。
キリマンジャロに配備されたサイコガンダムの建造は、この基地で行われたという資料がある。

#### ムラサメ研究所
アニメ『機動戦士Ζガンダム』に登場する、地球連邦軍のニュータイプ研究所の一つ。ムラサメ博士らにより日本に設置された研究所で、地球連邦軍のニュータイプ研究所としては最も古い部類に入る。ローレン・ナカモト博士やナミカー・コーネル博士も在籍した。オーガスタ研究所やティターンズのグリプス基地と関係が深い。
サイコミュシステムの小型化ができず、通常のモビルスーツの2倍以上の大きさを持つ可変モビルアーマー・サイコガンダムシリーズの開発に至った。本研究所で開発された機体は「MRX」の型式番号がつけられている。また、地球連邦軍で初めて強化人間の研究・開発を行っており、中でもゼロ・ムラサメやフォウ・ムラサメが有名である。
研究員
- ムラサメ
- ローレン・ナカモト
- ナミカー・コーネル

研究・開発機体
- RX-78 ガンダム（ムラサメ研究所仕様）
- MRX-002 ニュータイプ専用プロトタイプガンダム
- MRX-007 (MRX-07) プロトタイプサイコガンダム
- MRX-008 (MRX-08) サイコガンダム試作8号機
- MRX-009 サイコガンダム
- MRX-010 サイコガンダム
- MRX-010 サイコガンダムMk-II
- MRX-011 量産型サイコガンダム

被験者
- ゼロ・ムラサメ（歴史上最初の強化人間とされる）
- ドゥー・ムラサメ
- サード・ムラサメ
- フォウ・ムラサメ（被験者番号：004）
- ジル・ラトキエ（被験者番号：005）
- アマリ・ガーフィールド（被験者番号：006）

#### ピョンヤン研究所
アニメ『機動戦士Ζガンダム』に登場する、地球連邦軍のニュータイプ研究所の一つ。被験者が1名、明らかになっているのみである。
被験者
- キム・カーリン

#### ライプチヒ研究所
ゲーム『SDガンダム GGENERATION モノアイガンダムズ』と『SDガンダム GGENERATION DS』に登場するニュータイプ研究所（このゲームのストーリー展開は本来の宇宙世紀とは異なる）。
研究員
- フォリ博士

研究・開発機体
- プロジェクト・セイレーネ
  - LRX-066 テラ・スオーノ
  - LRX-077 シスクード
  - LRX-088 デスパーダ

被験者
- セレイン・イクスペリ

#### チャクラ研究所
OVA『GUNDAM EVOLVE../9 MSZ-006 Ζ-GUNDAM』に登場するカラバの研究所の一つ。
元々ティターンズの研究所だったが、カラバに裏切った。その際にゲヌミスと専属パイロット6人が離反している模様。
新型のサイコミュ、サイコ・ニュートライザーを搭載したΖガンダム3号機P2型を開発している。
その他、敵MSに搭載されているサイコミュを通し、パイロットの脳から情報を引き出すシステムを搭載したサイコ・シップ「ゲミヌス」など、革新的なサイコミュ技術を多く開発していた。
研究・開発機体
- MSΖ-006-P2/3C Ζガンダム3号機P2型（レッド・ゼータ）
その他の仕様のΖガンダム3号機についての関与は不明。
- QRX-006 ゲヌミス

#### ニュータイプ研究所本部
一部資料で、アッシマーなどNRXナンバーの機体を「ニュータイプ研究所本部」「ニタ研本部」の開発として記載していることがある。しかし既存設定でこれに対応する研究所は知られていない模様。
北爪宏幸の短編漫画『SAYONALA』は「北米インディアナ州」の「ニュータイプ研究所本部」が舞台で、ロザミア・バダムがオーガスタ研へ移動される経緯が描かれている。この漫画が公式設定に準じたものかは不明。

### ネオ・ジオンのニュータイプ研究所
ネオ・ジオンのニュータイプ研究所は、アニメ『機動戦士ガンダムΖΖ』及び『機動戦士ガンダム 逆襲のシャア』に登場する、ニュータイプ研究所の一つ。かつてのフラナガン機関の流れを汲む研究所で、アクシズ潜伏期から研究を続けていた。
第一次ネオ・ジオン抗争では、ニュータイプの試験管ベビーとしてエルピー・プルを、またエルピー・プルからクローン技術でプルツーらを生み出した。ただし、エルピー・プルとプルツーは双子ともいわれる。その他マシュマー・セロやキャラ・スーンらを強化した。
第二次ネオ・ジオン抗争では、ナナイ・ミゲルが所長を務めギュネイ・ガスを強化した。
研究員
- マガニー
- ローレン・ナカモト
- ナナイ・ミゲル

主な研究・開発機体
アクシズ時代にサイコミュ兵器の小型化に成功し、モビルスーツに装備することを可能にした。
- AMX-004 キュベレイ
- AMX-014 ドーベン・ウルフ
- AMX-015 ゲーマルク
- AMX-103 ハンマ・ハンマ
- NZ-000 クィン・マンサ

第二次ネオ・ジオン抗争時の開発はアナハイム・エレクトロニクスで行われている。
- MSN-03 ヤクト・ドーガ
- MSN-04 サザビー
- NZ-333 α・アジール

主な被験者
- エルピー・プル
- プルツー
- マシュマー・セロ
- キャラ・スーン
- ギュネイ・ガス
- アゴス・ラガート

### クロスボーン・バンガードのニュータイプ研究所
鉄仮面こと、カロッゾ・ロナが中心となって、対人兵器「バグ」と最新技術「ネオ・サイコミュ」を研究していた機関があった模様。詳細は不明。
ただし、鉄仮面の息のかかったごく一部の配下によって極秘裏に運営されており、C.Vの総帥であるマイッツァーや腹心であるジレ、親衛隊隊長であるザビーネにもその存在は知らされていなかった。
主な研究・開発機体
- XMA-01 ラフレシア
- XMA-02 エビル・ドーガ（GGENERATIONオリジナル)

主な被験者
- カロッゾ・ロナ

### ザンスカール帝国のニュータイプ研究所

#### スーパーサイコ研究所
小説版『機動戦士Vガンダム』において、物語序盤クロノクルによって拉致され、連行されたカテジナが終盤に強化人間として再登場した際、調整を施したザンスカール帝国お抱えのNT研究機関である。所在地など、詳細は不明。
漫画『機動戦士ガンダムF90 ファステストフォーミュラ』では、宇宙世紀0116年時はサナリィの病院施設とされ、フロンティアIにある。
主な研究・開発機体
ファラ・グリフォンの搭乗する2つのMSにはサイコミュが搭載されているが、ファラ自身がニュータイプの素質を元々持っていたか、あるいは強化人間に調整済みかは不明。
- ZMT-S28S ゲンガオゾ
- ZMT-S29S ザンネック
- ZMT-S33S ゴトラタン
- ZMT-S34S リグ・コンティオ
- ZMT-S35S リグ・リング(GGENERATIONオリジナル)
- ZMT-S37S ザンスパイン(GGENERATIONオリジナル)

主な被験者
- カテジナ・ルース

## アフターウォーにおけるニュータイプ研究所

### 地球連邦軍のニュータイプ研究所
地球連邦軍のニュータイプ研究所は、アニメ『機動新世紀ガンダムX』に登場する、ニュータイプ研究所の一つ。所在地は中央アジアの巨大な岩山のジオフロント。若干離れた地点には、シャトルの発着場も構えられている。
第7次宇宙戦争期において、ニュータイプの研究を積極的に行っていた旧地球連邦軍によって建設され、宇宙革命軍からの亡命研究者も受け入れつつ、ニュータイプの発掘と研究、そしてニュータイプ専用兵器の開発を行なっていたが、人道を顧みない研究開発もこの当時から進められていた。
研究所の施設はその立地から戦争の煽りによる壊滅を避けられたものの、一度活動停止に追い込まれた。戦後は民間企業からの出資と旧連邦の研究者の参加により組織が再編され、新地球連邦軍（再興当時は「政府再建委員会」）の元、カロン・ラット所長らによって研究が続けられていた。しかし、ニュータイプ特性を持つ被験者たちを戦争の道具扱いするカロンの姿勢から、依然として人道を顧みない研究開発が続き、フロスト兄弟をはじめとする被験者の大半にも、ニュータイプに至らない「カテゴリーF」の烙印を押し付けるばかりという有様となった。
また、旧連邦時代の組織背景と戦後の再建経緯から新連邦政府や軍部の完全なコントロール下にあったとは言えず、新連邦軍高官の多くは本研究所を信頼しきっていなかったようである。さらに、再建後にはニコラ・ファファスら革命軍のスパイに多数職員として潜伏され、彼らによる地球での新連邦に対する諜報・情報収集活動を許す結果となった。
南アジア3国を後にしたフリーデンがここに到着したのとほぼ同じ頃、本研究所を恨んでいたフロスト兄弟によって軍事クーデターを目論んでいるという虚報を流されたことにより、研究施設は新連邦軍の大部隊の討伐を受け、カロンもフロスト兄弟の攻撃に巻き込まれたことで本研究所は壊滅した。同時にニコラたちの行動から、革命軍のスパイの潜伏まで発覚した。
A.W.0024が舞台である外伝作品の『機動新世紀ガンダムX〜UNDER THE MOONLIGHT〜』にも登場。主人公たちが訪れたとき、瓦礫の山の中にガンダムベルフェゴールが眠っていた。
主な研究・開発機体
- 旧地球連邦軍時代
  - GT-9600 ガンダムレオパルド
  - GW-9800 ガンダムエアマスター
  - GX-9900 ガンダムX
  - GB-9700 ガンダムベルフェゴール
  - Lシステム

- 新地球連邦軍時代
  - GX-9901-DX ガンダムダブルエックス
  - NRX-013 ガンダムヴァサーゴ
  - NRX-015 ガンダムアシュタロン
  - NRX-016 ラスヴェート

主な被験者
- 旧地球連邦軍時代
  - ジャミル・ニート
  - ルチル・リリアント

- 新地球連邦軍時代
  - シャギア・フロスト
  - オルバ・フロスト
  - アベル・バウアー
  - デマー・グライフ
  - ドゥエート・ラングラフ
  - ミルラ・ドライド

### 宇宙革命軍のニュータイプ研究所
詳細不明。第7次宇宙戦争中にはドーラット博士らが所属していたと見られ、人工ニュータイプなどに関する独自の技術を持っていたと思われる。戦後は人工ニュータイプ等の実戦投入もされていないため、宇宙革命軍のニュータイプ研究所が維持されているのかは不明。